# إدوين ألونزو بويد
إدوين ألونزو بويد هو عسكري كندي، ولد في 2 أبريل 1914 في تورونتو في كندا، وتوفي في 17 مايو 2002 في كولومبيا البريطانية في كندا.

## وصلات خارجية
- إدوين ألونزو بويد على موقع إن إن دي بي (الإنجليزية)